# Terrai Bainen
Terrai Bainen, également appelée Terrai Bainnane, est une commune de la wilaya de Mila en Algérie.

## Géographie

### Localisation
La commune de Terrai Bainen est localisée dans l'extrême nord de la wilaya de Mila, limitrophe de la wilaya de Jijel. Elle se trouve à flanc de montagne bordée au sud par le barrage de Beni Haroun.
| Boucif Ouled Askeur (Jijel) | Ouled Rabah (Jijel) | Ouled Rabah (Jijel) |
| Amira Arrès                 | Terrai Bainen       | Chigara             |
| Redjas                      | Zeghaia             | Zeghaia             |

### Localités de la commune
La commune de Terrai Bainen est composée de dix neuf localités :
- Ain Oum Lekcher
- Ain Ahmed
- Behloul
- Berdou (chef-lieu)
- Dar Hamra
- El Maali
- El Mahdjer Beni Affak
- Ghebala
- Ghedirouat
- Khedidja
- Laouinet
- Melaab Siouda
- Merbaa
- Oued Hessoune
- Oum Cheraa
- Oum Lekcher
- Oum El Kherfan
- Ras El Ghaba
- Sedari

### Relief, géologie, hydrographie
La commune est dominée au nord par le djebel Anz El Arbi à 1 162 mètres, faisant partie de la chaîne montagneuse du Zouagha. Le nord de la commune abrite trois grandes forêts de chêne-liège.

### Transports
Elle est reliée par des chemins de wilaya à toutes les communes environnantes.

## Histoire
Le territoire communal correspond à l'ancien douar-commune de Zouagha-Dahra créé le 19 décembre 1893 au sein de la commune mixte de Fedj M'Zala. 
À l'indépendance de l'Algérie, elle est rattachée à la commune de Oued Endja, elle redevient une commune en 1984 puis élevée au rang de chef lieu de daïra en 1990.

## Démographie
| 1897  | 1902  | 1928  | 1987   | 1998   | 2008   |
| ----- | ----- | ----- | ------ | ------ | ------ |
| 3 442 | 3 215 | 3 366 | 15 762 | 20 685 | 23 299 |